# Сарвашский район
Сарвашский район (венг. Szarvasi kistérség) — район медье Бекеш, Венгрия. В состав района входит 6 населённых пунктов, в которых, по данным на 2005 год, проживает 46 416 жителей. Администрация района располагается в городе Сарваш.

## Населённые пункты
| Название        | Оригинальное название | Площадь (км²) | Население |
| --------------- | --------------------- | ------------- | --------- |
| Бекешсентандраш | Békésszentandrás      | 77,45         | 4167      |
| Кардош          | Kardos                | 42,79         | 795       |
| Кондорош        | Kondoros              | 81,84         | 5918      |
| Сарваш          | Szarvas               | 161,57        | 18 475    |
| Чабачуд         | Csabacsűd             | 66,88         | 2130      |
| Эрменькут       | Örménykút             | 54,56         | 549       |